# Detlef Mikolajczak
Detlef Mikolajczak (* 15. April 1964) ist ein ehemaliger deutscher Fußballspieler.

## Karriere
Mikolajczak schaffte 1985 mit seinem Team, DSC Wanne-Eickel, den Einzug in das Finale um die Deutsche Fußball-Amateurmeisterschaft, nachdem man im Ligabetrieb die Vizemeisterschaft in der Amateuroberliga erspielt hatte. Im Finale traf der DSC auf die Amateure von Werder Bremen. Mikolajczak und seine Mitspieler, wie Peter Wieczorek und Ralf Regenbogen, blieben bei der 3:0-Niederlage gegen die Hanseaten, die unter anderem mit Gunnar Sauer, Dieter Eilts und Frank Ordenewitz antraten, chancenlos. 1987 verließ Mikolajczak den DSC und versuchte sein Glück für ein Jahr beim Bundesligisten VfL Bochum. Für die Bochumer gab er sein Bundesligadebüt am 1. Spieltag der Saison 1987/88 gegen Borussia Mönchengladbach, das Spiel ging 1:2 verloren. Bis zum 15. Spieltag hatte er bereits 8 Spiele absolviert, kam anschließend aber nicht mehr zum Zuge. Nach der Saison kehrte er dem Profifußball den Rücken und schloss sich wieder Wanne-Eickel an.